# Donald Johanos
Donald George Johanos, né le 10 février 1928 à Cedar Rapids (Iowa) et mort le 29 mai 2007 à Naples (Floride), est un chef d'orchestre américain. 
Il a été directeur musical de l'Orchestre symphonique de Dallas de 1962 à 1970 et de l’Orchestre symphonique de Honolulu de 1979 à sa mort.